# Џезиде Алију
Џезиде Алију (алб. Xhezide Aliu; Станчић, код Гњилана, 5. август 1913), албанска је стогодишњакиња са Косова и Метохије, која је тренутно најстарија жива особа на територији Аутономне Покрајине Косова и Метохије.

## Биографија
Џезиде је рођена у селу Станчић на Косову и Метохији (тада у саставу Краљевине Србије), 5. августа 1913. године. Удала се са само 15 година. Преживела је четири рата, има више од 60 потомака укључујући, петоро деце, унучади, праунуке и чукунунучад, не носи наочаре, има одлично памћење и без проблема користи мобилни телефон. Када је имала само 104. године била је у посети члановима своје породице у Куманову, граду у североисточној Северној Македонији, где ју је посетила екипа скопске ТВ 21 и лично се уверила у виталност ове баке. Питали су се како особа која је оставила век иза себе може бити у тако доброј форми. Нана је одговорила да се одржава сталним радом, скромном и здравом храном. Не знам одакле ми толико здравља. Цео живот сам углавном јела кукурузни хлеб, парадајз, лук, купус и остало, а пила сам само овчије млеко, рекла је тада бака Џезиде. Говорила је да живот данас није лош, али јој се уопште не свиђа како се младе девојке облаче, јер како каже, жене се морају разликовати од мушкараца. У Куманову посетила сина који је тада имао 80 година и његову породицу, одакле је свима поручила да одржавају и негују породичне везе. Она је веома доброг здравља и нико не може да верује да је толико стара, чак изгледа много млађе од своје деце.
Постала је најстарија жива особа на подручју Косова и Метохије, након смрти 109-годишње Џемиле Калоши Сусури из села Жур код Призрена, 27. фебруара 2022. године.
Активна је и у политичком животу, те је на дан избора 2021. изјавила за кога је гласала и јавно изјавила да подржава независност Косова као независне и самосталне државе.